# José Antonio Balbontín
José Antonio Balbontín Gutiérrez, né le 8 octobre 1893 à Madrid et mort le 7 février 1977 dans la même ville, est un poète, dramaturge, avocat et homme politique espagnol.

## Œuvre
Poésie
- Albores, 1910
- De la tierruca, 1912
- La tierra de la esperanza, 1917
- Inquietudes, 1923
- Romancero del Pueblo, 1930
- Por el amor de España y de su Idea. México, 1956.

Théâtre
- ¡Aquí manda Narváez!, Teatro de la Latina, 25 juin 1935.
- La Canción de Riego. Teatro Chueca, 24 avril 1936.
- El cuartel de la Montaña. Teatro Español, 15 septembre 1936.
- El Frente de Extremadura, Teatro Maravillas, 1936.
- Pionera, Teatro Maravillas, 1937.

Romans et essais
- El suicidio del Príncipe Ariel. 1929
- Una pedrada a la Virgen. 1932
- El problema de la tierra en España y el mundo. Buenos Aires. 1952
- La España de mi experiencia. 1952
- Las Novelas Ejemplares de Miguel de Cervantes. México, 1963.
- ¿Dónde está la verdad? 1967
- A la búsqueda del Dios perdido. 1969.
- Reflexiones sobre la no violencia. 1973.
- Jesús y los Rollos del Mar Muerto. 1986.